# Križanci velikih mačaka
Križanje velikih mačaka događa se samo u cirkusima i zoološkim vrtovima, ne samo jer velike mačke žive na različitim dijelovima Zemlje, nego što su i prirodni neprijatelji.

## Popis
- jaguatigar - jaguar i tigrica
- jaglion - jaguar i lavica
- jagulep - jaguar i leopardica
- leopon - leopard i lavica
- leotig - leopard i tigrica
- lepjag, leguar - leopard i ženka jaguara
- liard - lav i ženka leoparda
- ligar - lav i tigrica
- liguar - lav i ženka jaguara
- tigard - tigar i ženka leoparda
- tigon - tigar i lavica
- tiguar - tigar / jaguar

## Vanjske poveznice
- Križanci velikih mačaka (engleski)
- Detaljne informacije o križanju velikih mačaka[neaktivna poveznica] (engleski)